# Isoforon diisokyanát
Isoforon diisokyanát (IPDI) je organická sloučenina patřící do skupiny známé jako isokyanáty. Konkrétně se jedná o alifatický diisokyanát. Vyrábí se v relativně malém množství, v roce 2000 tvořil (spolu s hexamethylen diisokyanátem) pouze 3,4 % světového trhu s diisokyanáty. Isoforon diisokyanát se nepoužívá při výrobě polyuretanové pěny, ale ve speciálních aplikacích, jako jsou smaltované nátěry odolné proti oděru a degradaci ultrafialovým zářením. Tyto vlastnosti jsou zvláště žádoucí například u vnějších nátěrů používaných na letadla.

## Vlastnosti
Isoforon diisokyanát (IPDI) je cykloalifatický diisokyanát, který se vyznačuje dvěma reaktivními izokyanátovými skupinami (primární a sekundární NCO skupina) s rozdílnou reaktivitou. Tato jedinečná vlastnost zajišťuje vysokou selektivitu při reakci se sloučeninami obsahujícími tzv. OH skupinu (alkoholy, dioly apod.).
Tato charakteristická vlastnost se ukazuje jako výhodná při zpracování nízkoviskózních prepolymerů, což vede k výrazně sníženému zbytkovému obsahu monomerního diisokyanátu v produktu. Nízká viskozita prepolymerů na bázi IPDI navíc umožňuje snížit spotřebu použitých rozpouštědel. Přítomnost methylových skupin navázaných na cyklohexanový kruh rozšiřuje kompatibilitu IPDI s pryskyřicemi a rozpouštědly.
Vlastní cykloalifatický kruh propůjčuje výrobkům na bázi IPDI zvýšenou tuhost a výrazně vyšší teplotu skelného přechodu. Samotný IPDI je průhledná, mírně nažloutlá kapalina s nízkou viskozitou, s bodem tuhnutí -60 °C a bodem varu 158 °C. Prepolymery IPDI, vykazují nízkou tendenci ke krystalizaci, zůstávají v kapalném stavu a usnadňují tak zpracování.

## Syntéza
Isoforon diisokyanát se vyrábí fosgenací isoforon diaminu v pěti krocích:
1. Reakce acetonu s katalyzátorem za vzniku isoforonu.
2. Isoforon reaguje s HCN za vzniku isoforon nitrilu.
3. Isoforon nitril reaguje s amoniakem a vodíkem za působení katalyzátoru. Touto reakcí vzniká směs konformerů isoforon diaminu (25 % cis, 75 % trans).
4. Reakcí isoforon diaminu s fosgenem vzniká isoforon diisokyanát.
5. Čištění produktu destilací.

## Stereoregularita
IPDI existuje ve dvou stereoizomerech, cis a trans. Jejich reaktivita je podobná. Každý stereoizomer je nesymetrická molekula a má isokyanátové skupiny s různou reaktivitou. Primární isokyanátová skupina je reaktivnější než sekundární isokyanátová skupina, což má významný vliv na další zpracování.

## Aplikace
Izoforon diizokyanát se používá především ve speciálních aplikacích:
- Tvrdé pěny a nátěry
- Polyuretanové pryskyřice
- Kůže a textil
- Lepidla pro baterie
- Elastomery a termoplastické polyurethany
- PUR vlákna a lamináty
- Lepidla a tmely
- Svetelně stabilní PUR
- Polymery dispergovatelné ve vodě

## Bezpečnost
Isoforon diisokyanát je vysoce toxická látka. Může způsobit podráždění očí a jejich nevratné poškození. Způsobuje poškození plic a dýchacích cest. Dráždí kůži a způsobuje alergické reakce, při delším kontaktu může způsobit poleptání kůže. Je vysoce nebezpečný pro vodní prostředí.
- H - věty: H315, H317, H319, H331, H334, H335, H411
- P- věty: P260, P273, P280, P305+P351+P338, P308+P313

Toxické látky
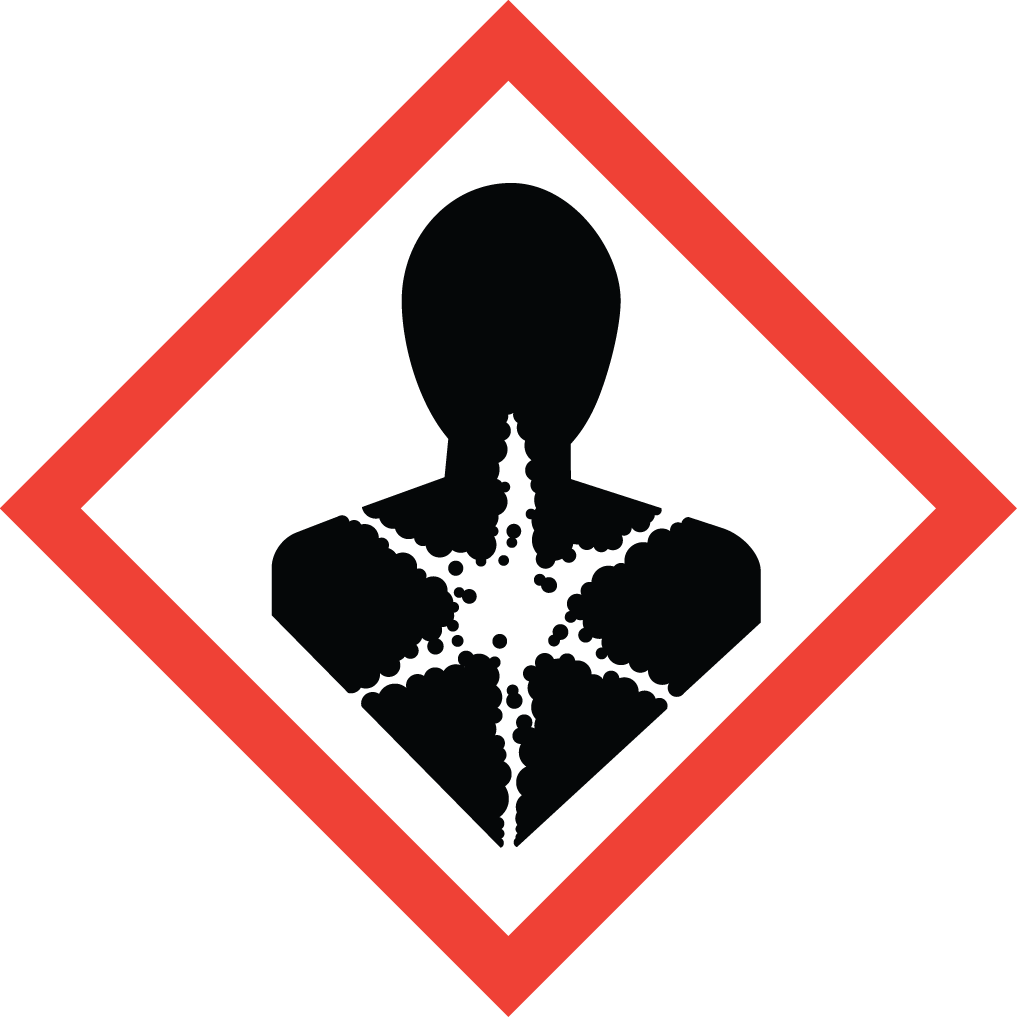
Látky nebezpečné pro zdraví
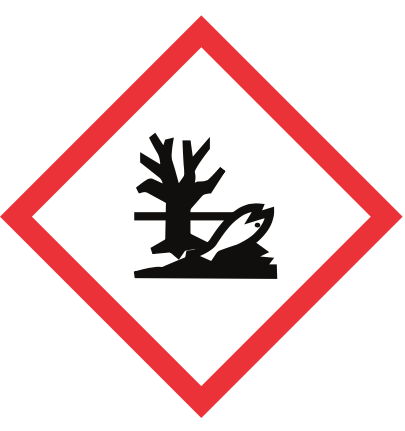
Látky nebezpečné pro životní prostředí